# Orbita ermeostazionaria
A livello del tutto teorico si potrebbe definire orbita ermeostazionaria un'orbita sincrona circolare, equatoriale e prograda attorno a Mercurio, potenzialmente utilizzabile da satelliti artificiali che necessitassero di trovarsi in ogni istante sempre al di sopra del medesimo punto della superficie del pianeta. I satelliti in orbita ermeostazionaria, come tutti quelli in orbita ermeosincrona, sarebbero caratterizzati da un periodo orbitale pari al giorno siderale mercuriano.

## Parametri orbitali
Stanti gli attuali parametri orbitali di Mercurio, un'orbita ermeostazionaria è impossibile da realizzare. Il suo raggio teorico sarebbe infatti dato dalla formula
{\displaystyle r_{ermeos.}={\sqrt[{3}]{\frac {GMT_{rot}^{2}}{4\pi ^{2}}}}=242\,857\,km.}
Ad una simile distanza, tuttavia, il moto del potenziale satellite verrebbe irrimediabilmente perturbato dall'attrazione gravitazionale del Sole, che rende impossibile orbitare attorno a Mercurio ad una distanza maggiore del suo raggio di Hill. Questo valore è dato da
{\displaystyle r_{Hill}=a{\sqrt[{3}]{\frac {m_{M}}{3M_{S}}}}=220\,672\,km.}
Come si vede, l'eventuale orbita ermeosincrona si troverebbe al di là della sfera d'influenza gravitazionale mercuriana.